# Heliogomphus gracilis
Heliogomphus gracilis là loài chuồn chuồn trong họ Gomphidae. Loài này được Krüger mô tả khoa học đầu tiên năm 1899.